# Caméra d'Or
Caméra d'Or ("Camera [de film] de aur") este un premiu conferit de Festivalul de film de la Cannes pentru cel mai bun film prezentat într-una din selecțiile juriului Festivalului (Selecția oficială, Cele 14 zile ale regizorilor ori Săptămâna internațională a criticilor).
Premiul, creat în 1978 de Gilles Jacob,  este acordat în timpul festivității de încheiere a festivalului de către un juriu independent, special ales pentru acest premiu. 

## Câștigători ai premiului Caméra d'Or
| An   | Titlul filmului                                                              | Țară (drapel) / Director                                  |
| ---- | ---------------------------------------------------------------------------- | --------------------------------------------------------- |
| 1978 | Alambrista!                                                                  | — Robert M. Young                                         |
| 1979 | Northern Lights                                                              | — John Hanson și Rob Nilsson                              |
| 1980 | Adrien's Story (Histoire d'Adrien)                                           | — Jean-Pierre Denis                                       |
| 1981 | Desperado City                                                               | — Vadim Glowna                                            |
| 1982 | Half a Life (Mourir à 30 ans)                                                | — Romain Goupil                                           |
| 1983 | The Princess (Adj király katonát)                                            | — Pál Erdőss                                              |
| 1984 | Stranger Than Paradise                                                       | — Jim Jarmusch                                            |
| 1985 | Oriane (Oriana)                                                              | — Fina Torres                                             |
| 1986 | Noir et Blanc                                                                | — Claire Devers                                           |
| 1987 | Robinson Crusoe in Georgia (Robinzoniada, anu chemi ingliseli Papa)          | — Nana Dzhordzhadze                                       |
| 1988 | Salaam Bombay!                                                               | — Mira Nair                                               |
| 1989 | My 20th Century (Az én XX. századom)                                         | — Ildikó Enyedi                                           |
| 1990 | Freeze Die Come to Life (Замри, умри, воскресни!)                            | — Vitali Kanevsky                                         |
| 1991 | Toto the Hero (Toto le Héros)                                                | — Jaco Van Dormael                                        |
| 1992 | Mac                                                                          | — John Turturro                                           |
| 1993 | The Scent of Green Papaya (Mùi đu đủ xanh)                                   | — Tran Anh Hung                                           |
| 1994 | Coming to Terms with the Dead (Petits arrangements avec les morts)           | — Pascale Ferran                                          |
| 1995 | The White Balloon (بادکنک سفيد, Badkonake sefid)                             | — Jafar Panahi                                            |
| 1996 | Love Serenade                                                                | — Shirley Barrett                                         |
| 1997 | Moe no suzaku (萌の朱雀)                                                     | — Naomi Kawase                                            |
| 1998 | Slam                                                                         | — Marc Levin                                              |
| 1999 | Throne of Death (Marana Simhasanam)                                          | — Murali Nair                                             |
| 2000 | Djomeh                                                                       | Hassan Yektapanah                                         |
| 2000 | A Time for Drunken Horses (زمانی برای مستی اسب‌ها, Zamani barayé masti asbha) | — Bahman Ghobadi                                          |
| 2001 | Atanarjuat                                                                   | — Zacharias Kunuk                                         |
| 2002 | Seaside (Bord de mer)                                                        | — Julie Lopes-Curval                                      |
| 2003 | Reconstruction                                                               | — Christoffer Boe                                         |
| 2004 | Or (My Treasure) (Or)                                                        | — Keren Yedaya                                            |
| 2005 | Me and You and Everyone We Know                                              | — Miranda July                                            |
| 2005 | The Forsaken Land (සුළඟ එනු පිණිස, Sulanga Enu Pinisa)                           | — Vimukthi Jayasundara                                    |
| 2006 | 12:08 East of Bucharest (A fost sau n-a fost?)                               | — Corneliu Porumboiu                                      |
| 2007 | Jellyfish (Meduzot מדוזות)                                                   | — Etgar Keret și Shira Geffen                             |
| 2008 | Hunger                                                                       | — Steve McQueen                                           |
| 2009 | Samson and Delilah                                                           | — Warwick Thornton                                        |
| 2010 | Año Bisiesto                                                                 | — Michael Rowe                                            |
| 2011 | Las Acacias                                                                  | — Pablo Giorgelli                                         |
| 2012 | Beasts of the Southern Wild                                                  | — Benh Zeitlin                                            |
| 2013 | Ilo Ilo                                                                      | — Anthony Chen                                            |
| 2014 | Party Girl                                                                   | — Marie Amachoukeli, Claire Burger și Samuel Theis        |
| 2015 | Land and Shade (La tierra y la sombra)                                       | — César Augusto Acevedo                                   |
| 2016 | Divines                                                                      | — Houda Benyamina                                         |
| 2017 | Montparnasse Bienvenue                                                       | — Léonor Serraille                                        |
| 2018 | Girl                                                                         | — Lukas Dhont                                             |
| 2019 | Our Mothers                                                                  | — César Diaz                                              |
| 2020 | Nu s-a acordat                                                               |                                                           |
| 2021 | Murina                                                                       | — Antoneta Alamat Kusijanović                             |
| 2022 | War Poney                                                                    | Statele Unite ale Americii — Riley Keough și Gina Gammell |

## Caméra d'Or —Mention Spéciale
În anumiți ani, unelor filme, aflate aproape de câștiga premiul Caméra d'Or, li s-a conferit un premiu, care reflectă atenția specială de care s-au bucurat prin prezența lor de debut la Cannes. Premiul se numește Caméra d'Or — Mention Spéciale sau Caméra d'Or — Mention ori Caméra d'Or — Mention d'honneur.
| An   | Titlul filmului                                 | Țară / Regizor                |
| ---- | ----------------------------------------------- | ----------------------------- |
| 1989 | Waller's Last Trip (Wallers letzter Gang)       | Christian Wagner              |
| 1989 | The Birth (പിറവി)                                 | Shaji N. Karun                |
| 1990 | A Time of Debts (Cas dluhu)                     | Irena Pavlásková              |
| 1990 | Farendj                                         | Sabine Prenczina              |
| 1991 | Proof                                           | Jocelyn Moorhouse             |
| 1991 | Sam & Me                                        | Deepa Mehta                   |
| 1993 | Friends                                         | Elaine Proctor                |
| 1994 | The Silences of the Palace (Samt el qusur)      | Moufida Tlatli                |
| 1995 | Denise Calls Up                                 | Hal Salwen                    |
| 1997 | The Life of Jesus (La Vie de Jésus)             | Bruno Dumont                  |
| 2002 | Japón                                           | Carlos Reygadas               |
| 2003 | Osama (أسامة)                                   | Siddiq Barmak                 |
| 2004 | Passages (Lu Cheng)                             | Yang Chao                     |
| 2004 | Bitter Dream (Khab-e talkh)                     | Mohsen Amiryoussefi           |
| 2007 | Control                                         | Anton Corbijn                 |
| 2008 | Everybody Dies but Me (Vse umrut, a ya ostanus) | Valeriya Gai Germanika        |
| 2009 | Ajami                                           | Scandar Copti and Yaron Shani |